# Договір Джея
Договір Джея — договір про дружбу, торгівлю і мореплавання, укладений у 1794 році між США і Великою Британією. Підписаний у Лондоні 19 листопада 1794 року верховним суддею США Джоном Джєєм (J. Jay) та англійським міністром закордонних справ лордом Гренвіллом. Набрав чинності 28 жовтня 1795 року.
Згідно з договором Джея, Велика Британія зобов'язалася до 1 червня 1796 року відвести свої війська з фортів на територіях, що відійшли до США за Версальським мирним договором 1783 року. Передбачалося створення змішаних комісій для врегулювання територіальних і фінансово-економічних питань. Англійські кораблі отримали право заходу в усі порти США, тоді як американці могли вести торгівлю з Британською Вест-індією на судах водотоннажністю не більше 70 тонн. Договір Джея забороняв американцям ввезення бавовни, цукру, кави, какао і деяких інших товарів. Нерівноправний характер Договору Джея викликав невдоволеність у США.
Незважаючи на сильну опозицію в палаті представників і в сенаті, договір під впливом Вашингтона й Гамільтона все ж таки був ратифікований 24 червня 1795 року. Спірне питання про торгівлю з Вест-Індією було остаточно врегульовано на користь США в 1830 році президентом Джексоном, а питання про уточнення американо-канадського кордону — лише в 1842 році договором Вебстера—Ешбертона.